# Адам, Чарли
Чарльз Грэм А́дам (англ. Charles Graham Adam; род. 10 декабря 1985, Данди, Тейсайд), более известный как Ча́рли А́дам (англ. Charlie Adam) — шотландский футболист, центральный полузащитник; тренер. Выступал за сборную Шотландии.
Первые футбольные шаги Адам сделал в академии шотландской команды «Данди». В декабре 2000 года Чарли пополнил ряды молодёжного состава клуба «Рейнджерс». Бо́льшую часть своей ранней карьеры в профессиональном футболе хавбек провёл в арендах. В сезоне 2005/06 в ходе своей ссуды в клубе «Сент-Миррен» Чарли стал обладателем Кубка вызова и победителем первого дивизиона Шотландии, проведя за «святых» в футбольном году 37 матчей. После возвращения в стан «Рейнджерс» Адам стал игроком стартового состава глазговцев. По итогам сезона 2007/08 полузащитник со своей командой дошёл до финала Кубка УЕФА, где «джерс» уступили российскому «Зениту».
После потери места в основном составе «Рейнджерс» в футбольном году 2008/09 Адам был отдан в аренду английскому «Блэкпулу». Впечатлённые выступлениями Чарли за свой клуб «мандарины» летом 2009 года выкупили у «джерс» трансфер шотландца. В новом коллективе Адаму доверили капитанскую повязку; он стал стержневым игроком центра поля и помог «приморским» по итогам сезона 2009/10 пробиться в высший английский дивизион. Отличные выступления в Премьер-лиге принесли Чарли номинацию на звание «Игрока года по версии футболистов ПФА» в апреле 2011 года. Несмотря на прекрасную игру шотландца «Блэкпул» по итогам того же сезона был вынужден покинуть элитную английскую лигу. В июле 2011 года «мандарины» продали своего лидера в «Ливерпуль». После одного сезона на «Энфилде» Адам за четыре миллиона фунтов стерлингов был куплен клубом «Сток Сити».
С 2007 по 2015 год Чарли защищал цвета национальной команды страны, провёл в её составе двадцать шесть матчей.

## Ранние годы
Чарли родился 10 декабря 1985 года в шотландском городе Данди в семье футболиста — Чарли Адама (старшего). Закончил местную среднюю школу «Braeview Academy», в которой в будущем также обучались такие футболисты, как Гарри Кеннет и Скотт Робертсон.

## Клубная карьера

### Ранние годы карьеры
В 1999 году 14-летний Адам поступил в футбольную академию местного клуба «Данди». Своими выступлениями за юношеский состав «тёмно-синих» Чарли привлёк к себе интерес со стороны скаутов гранда шотландского футбола — «Рейнджерс», которые в конце 2000 года предложили юному футболисту продолжить своё спортивное образование в рядах глазговцев. Адам ответил на подобную перспективу согласием и 15 декабря 2000 года подписал с «джерс» молодёжный контракт. Неплохо зарекомендовав себя в юношеской команде «Рейнджерс», 8 мая 2004 года Чарли заключил с глазговцами профессиональный договор о сотрудничестве. Через восемь дней состоялся дебют полузащитника в первом составе «джерс» — Адам отыграл полный матч в рамках турнира шотландской Премьер-лиги, в котором его команда встречалась с «Данфермлин Атлетик».

### «Росс Каунти»
Проведя 14 августа того же года вторую игру за «Рейнджерс» (против «Ливингстона»), Адам 31 августа по арендному соглашению присоединился к клубу «Росс Каунти». В тот же день Чарли впервые сыграл за «оленей» — в тот день их соперником был «Питерхед». 7 ноября Адам принял участие в финале Кубка вызова «Росс Каунти» — «Фалкирк». «Дети» оказались сильнее команды Чарли, победив со счётом 2:1. За «оленей» полузащитник выступал до конца календарного года, после чего вернулся в стан «джерс», где однако вновь не смог закрепиться в составе.

### «Сент-Миррен»
31 августа 2005 года Чарли вновь отправился в аренду — его новым временным работодателем на сезон 2005/06 стал «Сент-Миррен». 6 ноября Адам теперь уже в составе «святых» поучаствовал в финальной встрече Кубка вызова. «Сент-Миррен» оказался удачливее предыдущего клуба полузащитника — в упорном поединке команда из Пейсли переиграла «Гамильтон Академикал» с тем же результатом 2:1. Всего за «святых» Чарли провёл 37 игр, забил девять голов и помог своему клубу стать победителем первого дивизиона Шотландии.

### Возвращение в «Рейнджерс»
Вернувшись в «Рейнджерс» Чарли сразу же начал доказывать свою нужность команде. В июле 2006 года Адам показал отличную игру в рамках предсезонного турне «джерс» по ЮАР, включая оформленный им «хет-трик» в поединке с «Джомо Космос». После этого матча главный тренер «Рейнджерс» Поль Ле Гуэн отметил молодого полузащитника, заявив, что «сезон 2006/07 Чарли проведёт в глазговском коллективе». Своё слово французский специалист сдержал, начав с первого тура чемпионата страны, в котором «джерс» встречались с «Мотеруэллом», выпускать Чарли в основном составе. Свой первый гол за «Рейнджерс» Адам забил 19 октября, открыв счёт в матче Кубка УЕФА против итальянского «Ливорно». В следующих четырёх играх полузащитник забил три мяча, поразив ворота команд «Сент-Миррен» и «Данди Юнайтед» в первенстве страны, и израильского «Маккаби» в розыгрыше второго по значимости европейского турнира. 5 мая 2007 года Адам отличился в матче дерби «Old Firm» против заклятых врагов «Рейнджерс» из «Селтика». Ранее, 16 апреля, за свой впечатляющий прогресс в сезоне 2006/07 Чарли удостоился награды «Молодого игрока года» по версии болельщиков «джерс». 28 июня Адам продлил контракт с глазговцами ещё на пять лет. Следующий футбольный год Чарли продолжил регулярно играть в основном составе «Рейнджерс». В марте 2008 года полузащитник получил травму колена, из-за которой был вынужден доигрывать сезон на уколах. За первые полгода футбольного года 2008/09 полузащитник провёл за «джерс» всего девять матчей, из-за чего в прессе появились слухи, связывающие его с различными командами из Англии, такими как «Ноттингем Форест», «Уотфорд» и «Бернли». В конце декабря Чарли заявил о своём желании остаться на «Айброкс» несмотря на текущие проблемы попадания в состав глазговцев. Несколькими днями позже наставник «Рейнджерс» Уолтер Смит в интервью рассказал, что планов по продаже Адама у него нет, но «скорее всего полузащитник отправится в аренду для восстановления своих былых игровых кондиций».

### «Блэкпул»
2 февраля 2009 года Чарли по договору ссуды до конца сезона 2008/09 перебрался в английский «Блэкпул». 7 февраля Адам дебютировал за «мандаринов» в матче чемпионшипа с «Донкастер Роверс». Чарли не смог справиться с эмоциями и на 77-й минуте встречи был удалён с поля за неоправданно жёсткий подкат против игрока «викингов». 7 марта шотландец впервые отличился голом за «Блэкпул», огорчив голкипера клуба «Норвич Сити» Дэвида Маршалла. Двумя днями позднее полузащитник был включён в символическую сборную недели Чемпионшипа. Второй гол в составе «мандаринов» Чарли забил в ворота «Престон Норт Энд» в матче западноланкаширского дерби, состоявшегося 11 апреля. Мяч оказался единственным в этой встрече, благодаря чему «Блэкпул» праздновал победу 1:0. 1 мая исполняющий обязанности главного тренера «приморских» Тони Паркс в интервью телеканалу Sky Sports заявил: 
Мы очень довольны выступлениями Чарли за нашу команду. Поэтому руководство желает заключить с полузащитником контракт на постоянной основе сразу же по истечении срока аренды Адама. Исходя из всего сказанного, я могу рассказать, что сейчас готовится предложение к «Рейнджерс» по его трансферу, которое, надеюсь, устроит шотландцев.

Так и произошло — 6 июля глазговцы подтвердили, сумма в 500 тысяч фунтов, предложенная «Блэкпулом», удовлетворила их ожидания. Через два дня главный тренер «приморских» Иан Холлоуэй рассказал, что, несмотря на договорённость между клубами, переговоры по контракту Адама начнутся лишь после того, как полузащитник переговорит с наставником «Рейнджерс» Уолтером Смитом, который по некоторым данным был против трансфера Чарли. 2 августа футболист в составе «джерс» отправился в предсезонное турне глазговцев по Германии. Тем не менее, Уолтер Смит в интервью заявил о своём согласии на переход Адама. 3 августа] издание Daily Mail сообщило, что Чарли подписал с «Блэкпулом» контракт по схеме «3+1». Информация частично оказалась правдой — 4 августа «приморские» подтвердили, что шотландец официально стал игроком английского клуба, заключив с «мандаринами» двухлетнее соглашение с возможностью его пролонгации ещё на год. Иан Холлоуэй прокомментировал это событие в восторженных тонах: 
Я невероятно счастлив подписанием Чарли. Это не по годам зрелый игрок, и я уверен, что он станет настоящим лидером нашей команды, приведя её к новым победам.
8 августа Чарли впервые сыграл за «мандаринов» в официальной встрече в новом статусе — в тот день «приморским» противостоял «Куинз Парк Рейнджерс». 26 августа Адам забил свой первый гол после подписания постоянного контракта с «Блэкпулом», поразив в матче Кубка лиги ворота «Уиган Атлетик».
25 января 2010 года Чарли вместе со своим одноклубником Нилом Ирдли был включён в символическую сборную недели Чемпионшипа. Двумя днями ранее Адам забил свой двенадцатый гол в сезоне 2009/10, отличившись в поединке против «Уотфорда». По итогам января полузащитник был признан «Игроком месяца» Чемпионшипа. 27 марта Адам сыграл свой 50-й матч за «Блэкпул» в поединках второго по значимости дивизиона Англии и отпраздновал этот своеобразный юбилей точным результативным ударом. Соперником «приморских» был «Плимут Аргайл». Через месяц Чарли был назван среди одиннадцати футболистов, вошедших в символическую сборную года чемпионшипа.
В итоговой турнирной таблице второй английской лиги «Блэкпул» занял шестое место, что давало ему право в играх плей-офф побороться за выход в элитный дивизион страны. 8 мая точный удар Адама с пенальти принёс его клубу победу над «Ноттингем Форест» в первой полуфинальной встрече матчей на вылет. Ответная игра 1/2 финала, проходившая на домашнем стадионе «красных» «Сити Граунд», оказалось очень упорной — окончательный счёт поединка 4:3 в пользу «мандаринов». 22 мая в финальной встрече «Блэкпул» переиграл «Кардифф Сити» и добился права выступать в Премьер-лиге в следующем сезоне. Адам открыл счёт в этом матче, на 12-й минуте поразив ворота «ласточек» прямым ударом со штрафного.
14 августа 2010 года Чарли дебютировал в Премьер-лиге, отыграв полный матч против «Уиган Атлетик». 11 сентября во встрече с «Ньюкасл Юнайтед» шотландец впервые отличился голом в высшем дивизионе Англии. По итогам этого тура Чарли был выбран экспертами в «Команду недели», составив в центре полузащиты пару хавбеков с капитаном лондонского «Арсенала» Сеском Фабрегасом. Аналогичного включения Адам добился за свою игру в седьмом туре, когда его гол помог «Блэкпулу» победить на выезде «Ливерпуль».
22 января 2011 года главный тренер «приморских» Иан Холлоуэй подтвердил появившуюся в прессе информацию, что в услугах Чарли заинтересован «Ливерпуль», предложивший «мандаринам» за шотландца 4,5 миллиона фунтов стерлингов. Менеджер «Блэкпула» назвал эту трансферную сумму «позорной», дав понять «красным», что не желает расставаться с лидером и капитаном клуба. Сразу же после заявления Холлоуэя руководство «Блэкпула» официально отклонило предложение мерсисайдцев.
2 февраля в матче против «Вест Хэм Юнайтед» Чарли забил гол прямым ударом с углового. За свою отличную игру в своём первом сезоне в английской Премьер-лиги Адам был номинирован на приз «Игрока года по версии футболистов», но в итоге награда ушла валлийскому полузащитнику «Тоттенхэм Хотспур» Гарету Бейлу. В мае «Блэкпул» воспользовался опцией, прописанной в контракте Чарли, продлив его соглашение с клубом ещё на один год. По итогам сезона «приморские» покинули высший дивизион Англии. Чарли в одном из интервью признался, что он очень хочет продолжить выступления в Премьер-лиге. Практически сразу об интересе к шотландцу заявил «Ливерпуль».

### «Ливерпуль»
6 июля пресс-служба мерсисайдцев распространила информацию о том, что клубы достигли принципиального соглашения по трансферу Адама. По нему «Ливерпуль» заплатил «Блэкпулу» семь миллионов фунтов стерлингов. На следующий день после успешного прохождения медосмотра Чарли подписал с «красными» долгосрочный контракт. В новой команде полузащитник выбрал своим игровым номером «26». 13 июля Чарли впервые вышел на поле в красной футболке мерсисайдского коллектива — «красные» проводили товарищескую игру с китайским «Гуандун Жичжицюань».
13 августа Адам в первый раз сыграл за «Ливерпуль» в официальной встрече, проведя полный матч первого тура чемпионата Англии сезона 2011/12, в котором «красные» соперничали с «Сандерлендом». Первый «блин» не вышел «комом» — на 12-й минуте встречи точный пас шотландца стал голевым: отличился уругвайский форвард мерсисайдцев Луис Суарес. Тем не менее, клуб Чарли не смог удержать приемлемый для себя счёт: окончательный итог поединка — 1:1. Через одиннадцать дней полузащитник забил свой первый гол в красной футболке мерсисайдского коллектива, нанеся результативный удар в матче против «Болтон Уондерерс». В той же встрече Адам сделал голевую передачу, точно навесив с углового на словацкого защитника «Ливерпуля» Мартина Шкртела, который головой поразил ворота «белых». 18 сентября Чарли был удалён с поля за две жёлтых карточки во встрече «Тоттенхэм Хотспур» — «Ливерпуль». Случилось это уже на 28-й минуте игры, которая в итоге закончилась разгромом «красных» со счётом 4:0. 26 февраля 2012 года Чарли поучаствовал в финальном поединке Кубка лиги, в котором мерсисайдцы в серии пенальти переиграли «Кардифф Сити» и, тем самым, завоевали свой первый трофей с 2006 года.

### «Сток Сити»
31 августа 2012 года Адам сменил команду. Новым работодателем шотландца стал «Сток Сити», с которым хавбек заключил четырёхлетний контракт. Сумма сделка между «гончарами» и «Ливерпулем» составила около четырёх миллионов фунтов. На следующий день Адам вышел на замену в поединке против «Уиган Атлетик», дебютировав в первом составе «Сток Сити». 10 ноября состоялся первый забитый мяч Чарли в стане «Сити», причём точный результативный удар шотландца принёс его клубу победу над «Куинз Парк Рейнджерс».

### «Рединг»
22 июля 2019 года подписал однолетний контракт с «Рединг».

### «Данди» и завершение карьеры
15 сентября 2020 года, после самостоятельных тренировок и рассмотрения предложения играть в Австралии, Адам перешёл в клуб своего детства «Данди», подписав двухлетний контракт, который он назвал «мечтой». В интервью FourFourTwo Адам заявил, что считает «Данди» своим последним клубом из-за своего возраста.
После успешного старта сезона в составе «Данди», где он стал капитаном, Адам был признан игроком месяца шотландской профессиональной футбольной лиги в декабре. В конце сезона Адам был включен в команду года чемпионшипа Шотландии по версии ассоциации профессиональных футболистов, а также вошёл в список финалистов на звание игрока года в чемпионшипе. Под капитанством Адама клуб выиграл плей-офф чемпионшипа и «Данди» вернулся в высший дивизион. После этого Адам назвал это достижение главным в своей карьере, заявив: «Это самое лучшее. Я мечтал играть за клуб моего детства в высшем дивизионе, и нам удалось этого добиться». Адам также был включен в команду сезона и был назван игроком года чемпионшипа Шотландии.
21 сентября 2022 года Адам официально объявил о завершении карьеры в возрасте 36 лет.

## Сборная Шотландии
11 мая 2007 года главный тренер национальной сборной Шотландии Алекс Маклиш впервые призвал Адама под знамёна «тартановых» на товарищеский матч против Австрии и отборочный поединок к чемпионату Европы 2008 года с Фарерскими островами. Во встрече с австрийской командой полузащитник и дебютировал в составе «горцев», выйдя на замену на 66-й минуте игры вместо Шона Малони. Через неделю Адам впервые вышел в стартовом составе «тартановой армии» на поединок против Фарерских островов.
Следующие два года Чарли не вызывался в национальную сборную. 1 октября 2009 года новый наставник «горской» команды Крейг Берли вновь пригласил Адама в состав «тартановой армии», которая готовилась к гостевому товарищескому поединку против Японии. Выйдя в основном составе в этой встрече полузащитник сыграл свой третий матч за сборную и стал первым игроком «Блэкпула» с 1973 года, представлявшим Шотландию в официальной встрече. Его предшественником был Тони Грин.
На настоящий момент Адам сыграл за национальную команду Шотландии двадцать шесть матчей.

### Матчи и голы за сборную Шотландии
| Матчи и голы Адама за сборную Шотландии | Матчи и голы Адама за сборную Шотландии | Матчи и голы Адама за сборную Шотландии  | Матчи и голы Адама за сборную Шотландии | Матчи и голы Адама за сборную Шотландии | Матчи и голы Адама за сборную Шотландии | Матчи и голы Адама за сборную Шотландии           |
| №                                       | Дата                                    | Место проведения                         | Соперник                                | Счёт                                    | Голы                                    | Соревнование                                      |
| --------------------------------------- | --------------------------------------- | ---------------------------------------- | --------------------------------------- | --------------------------------------- | --------------------------------------- | ------------------------------------------------- |
| 1                                       | 30 мая 2007                             | «Герхард Ханаппи», Вена, Австрия         | Австрия                                 | 1:0                                     | —                                       | Товарищеский матч                                 |
| 2                                       | 6 июня 2007                             | «Свангаскард», Тофтир, Фарерские острова | Фарерские острова                       | 2:0                                     | —                                       | Отборочный матч чемпионата Европы по футболу 2008 |
| 3                                       | 10 октября 2009                         | «Ниссан Стадиум», Йокогама, Япония       | Япония                                  | 0:2                                     | —                                       | Товарищеский матч                                 |
| 4                                       | 3 марта 2010                            | «Хэмпден Парк», Глазго, Шотландия        | Чехия                                   | 1:0                                     | —                                       | Товарищеский матч                                 |
| 5                                       | 11 августа 2010                         | «Росунда», Стокгольм, Швеция             | Швеция                                  | 0:3                                     | —                                       | Товарищеский матч                                 |
| 6                                       | 12 октября 2010                         | «Хэмпден Парк», Глазго, Шотландия        | Испания                                 | 2:3                                     | —                                       | Отборочный матч чемпионата Европы по футболу 2012 |
| 7                                       | 16 ноября 2010                          | «Питтодри», Абердин, Шотландия           | Фарерские острова                       | 3:0                                     | —                                       | Товарищеский матч                                 |
| 8                                       | 9 февраля 2011                          | «Авива», Дублин, Ирландия                | Северная Ирландия                       | 3:0                                     | —                                       | Кубок наций 2011                                  |
| 9                                       | 27 марта 2011                           | «Эмирейтс», Лондон, Англия               | Бразилия                                | 0:2                                     | —                                       | Товарищеский матч                                 |
| 10                                      | 25 мая 2011                             | «Авива», Дублин, Ирландия                | Уэльс                                   | 3:1                                     | —                                       | Кубок наций 2011                                  |
| 11                                      | 29 мая 2011                             | «Авива», Дублин, Ирландия                | Ирландия                                | 0:1                                     | —                                       | Кубок наций 2011                                  |
| 12                                      | 10 августа 2011                         | «Хэмпден Парк», Глазго, Шотландия        | Дания                                   | 2:1                                     | —                                       | Товарищеский матч                                 |
| 13                                      | 3 сентября 2011                         | «Хэмпден Парк», Глазго, Шотландия        | Чехия                                   | 2:2                                     | —                                       | Отборочный матч чемпионата Европы по футболу 2012 |
| 14                                      | 8 октября 2011                          | «Райнпарк Штадион», Вадуц, Лихтенштейн   | Лихтенштейн                             | 1:0                                     | —                                       | Отборочный матч чемпионата Европы по футболу 2012 |
| 15                                      | 11 октября 2011                         | «Хосе Рико Перес», Аликанте, Испания     | Испания                                 | 1:3                                     | —                                       | Отборочный матч чемпионата Европы по футболу 2012 |
| 16                                      | 29 февраля 2012                         | «Бонифика», Копер, Словения              | Словения                                | 1:1                                     | —                                       | Товарищеский матч                                 |
| 17                                      | 15 августа 2012                         | «Истер Роуд», Эдинбург, Шотландия        | Австралия                               | 3:1                                     | —                                       | Товарищеский матч                                 |
| 18                                      | 8 сентября 2012                         | «Хэмпден Парк», Глазго, Шотландия        | Сербия                                  | 0:0                                     | —                                       | Отборочный матч чемпионата мира по футболу 2014   |
| 19                                      | 11 сентября 2012                        | «Хэмпден Парк», Глазго, Шотландия        | Македония                               | 1:1                                     | —                                       | Отборочный матч чемпионата мира по футболу 2014   |
| 20                                      | 12 октября 2012                         | «Кардифф Сити», Кардифф, Уэльс           | Уэльс                                   | 1:2                                     | —                                       | Отборочный матч чемпионата мира по футболу 2014   |
| 21                                      | 6 февраля 2013                          | «Питтодри», Абердин, Шотландия           | Эстония                                 | 1:0                                     | —                                       | Товарищеский матч                                 |
| 22                                      | 22 марта 2013                           | «Хэмпден Парк», Глазго, Шотландия        | Уэльс                                   | 1:2                                     | —                                       | Отборочный матч чемпионата мира по футболу 2014   |
| 23                                      | 26 марта 2013                           | «Караджордже», Нови-Сад, Сербия          | Сербия                                  | 0:2                                     | —                                       | Отборочный матч чемпионата мира по футболу 2014   |
| 24                                      | 19 ноября 2013                          | «Акер», Молде, Норвегия                  | Норвегия                                | 1:0                                     | —                                       | Товарищеский матч                                 |
| 25                                      | 5 марта 2014                            | «Национальный стадион», Варшава, Польша  | Польша                                  | 1:0                                     | —                                       | Товарищеский матч                                 |
| 26                                      | 5 июня 2015                             | «Истер Роуд», Эдинбург, Шотландия        | Катар                                   | 1:0                                     | —                                       | Товарищеский матч                                 |

Итого: 26 матча / 0 голов; 13 побед, 4 ничьих, 9 поражений.

### Сводная статистика игр/голов за сборную
| Сборная          | Год              | Отборочные матчи ЧМ | Отборочные матчи ЧМ | Финальные матчи ЧМ | Финальные матчи ЧМ | Отборочные матчи ЧЕ | Отборочные матчи ЧЕ | Финальные матчи ЧЕ | Финальные матчи ЧЕ | Кубок наций | Кубок наций | Товарищеские матчи | Товарищеские матчи | Итого | Итого |
| Сборная          | Год              | Игры                | Голы                | Игры               | Голы               | Игры                | Голы                | Игры               | Голы               | Игры        | Голы        | Игры               | Голы               | Игры  | Голы  |
| ---------------- | ---------------- | ------------------- | ------------------- | ------------------ | ------------------ | ------------------- | ------------------- | ------------------ | ------------------ | ----------- | ----------- | ------------------ | ------------------ | ----- | ----- |
| Шотландия        | 2007             | —                   | —                   | —                  | —                  | 1                   | 0                   | —                  | —                  | —           | —           | 1                  | 0                  | 2     | 0     |
| Шотландия        | 2009             | —                   | —                   | —                  | —                  | —                   | —                   | —                  | —                  | —           | —           | 1                  | 0                  | 1     | 0     |
| Шотландия        | 2010             | —                   | —                   | —                  | —                  | 1                   | 0                   | —                  | —                  | —           | —           | 3                  | 0                  | 4     | 0     |
| Шотландия        | 2011             | —                   | —                   | —                  | —                  | 3                   | 0                   | —                  | —                  | 3           | 0           | 2                  | 0                  | 8     | 0     |
| Шотландия        | 2012             | 3                   | 0                   | —                  | —                  | —                   | —                   | —                  | —                  | —           | —           | 2                  | 0                  | 5     | 0     |
| Шотландия        | 2013             | 2                   | 0                   | —                  | —                  | —                   | —                   | —                  | —                  | —           | —           | 2                  | 0                  | 4     | 0     |
| Шотландия        | 2014             | —                   | —                   | —                  | —                  | —                   | —                   | —                  | —                  | —           | —           | 1                  | 0                  | 1     | 0     |
| Шотландия        | 2015             | —                   | —                   | —                  | —                  | —                   | —                   | —                  | —                  | —           | —           | 1                  | 0                  | 1     | 0     |
| Всего за карьеру | Всего за карьеру | 5                   | 0                   | 0                  | 0                  | 5                   | 0                   | 0                  | 0                  | 3           | 0           | 13                 | 0                  | 26    | 0     |

## Клубная статистика
| Клуб                 | Сезон      | Лига                      | Лига  | Лига | Кубок | Кубок | Кубок лиги | Кубок лиги | Европа | Европа | Другое | Другое | Итог  | Итог |
| Клуб                 | Сезон      | Дивизион                  | Матчи | Голы | Матчи | Голы  | Матчи      | Голы       | Матчи  | Голы   | Матчи  | Голы   | Матчи | Голы |
| -------------------- | ---------- | ------------------------- | ----- | ---- | ----- | ----- | ---------- | ---------- | ------ | ------ | ------ | ------ | ----- | ---- |
| Рейнджерс            | 2003/04    | Шотландская Премьер-лига  | 2     | 0    | 0     | 0     | 0          | 0          | 0      | 0      | —      | —      | 2     | 0    |
| Рейнджерс            | 2004/05    | Шотландская Премьер-лига  | 1     | 0    | 0     | 0     | 0          | 0          | 0      | 0      | —      | —      | 1     | 0    |
| Рейнджерс            | 2005/06    | Шотландская Премьер-лига  | 1     | 0    | 0     | 0     | 0          | 0          | 0      | 0      | —      | —      | 1     | 0    |
| Рейнджерс            | 2006/07    | Шотландская Премьер-лига  | 32    | 11   | 1     | 0     | 2          | 0          | 8      | 3      | —      | —      | 43    | 14   |
| Рейнджерс            | 2007/08    | Шотландская Премьер-лига  | 16    | 2    | 3     | 0     | 2          | 0          | 11     | 2      | —      | —      | 32    | 4    |
| Рейнджерс            | 2008/09    | Шотландская Премьер-лига  | 9     | 0    | 0     | 0     | 0          | 0          | 0      | 0      | —      | —      | 9     | 0    |
| Рейнджерс            | Итог       | Итог                      | 61    | 13   | 4     | 0     | 4          | 0          | 19     | 5      | —      | —      | 88    | 18   |
| Росс Каунти (аренда) | 2004/05    | Первый дивизион Шотландии | 11    | 2    | 0     | 0     | 0          | 0          | —      | —      | 4      | 0      | 15    | 2    |
| Сент-Миррен (аренда) | 2005/06    | Первый дивизион Шотландии | 29    | 5    | 4     | 3     | 1          | 0          | —      | —      | 3      | 1      | 37    | 9    |
| Блэкпул              | 2008/09    | Чемпионшип                | 13    | 2    | 0     | 0     | 0          | 0          | —      | —      | —      | —      | 13    | 2    |
| Блэкпул              | 2009/10    | Чемпионшип                | 43    | 16   | 1     | 0     | 2          | 1          | —      | —      | 3      | 2      | 49    | 19   |
| Блэкпул              | 2010/11    | Английская Премьер-лига   | 35    | 12   | 0     | 0     | 1          | 1          | —      | —      | —      | —      | 36    | 13   |
| Блэкпул              | Итог       | Итог                      | 91    | 30   | 1     | 0     | 3          | 2          | —      | —      | 3      | 2      | 98    | 34   |
| Ливерпуль            | 2011/12    | Английская Премьер-лига   | 28    | 2    | 2     | 0     | 5          | 0          | —      | —      | —      | —      | 35    | 2    |
| Ливерпуль            | 2012/13    | Английская Премьер-лига   | 0     | 0    | 0     | 0     | 0          | 0          | 2      | 0      | —      | —      | 2     | 0    |
| Ливерпуль            | Итог       | Итог                      | 28    | 2    | 2     | 0     | 5          | 0          | 2      | 0      | —      | —      | 37    | 2    |
| Сток Сити            | 2012/13    | Английская Премьер-лига   | 27    | 3    | 1     | 0     | 0          | 0          | —      | —      | —      | —      | 28    | 3    |
| Сток Сити            | 2013/14    | Английская Премьер-лига   | 31    | 7    | 2     | 1     | 2          | 0          | —      | —      | —      | —      | 35    | 8    |
| Сток Сити            | 2014/15    | Английская Премьер-лига   | 29    | 7    | 3     | 0     | 3          | 0          | —      | —      | —      | —      | 35    | 7    |
| Сток Сити            | 2015/16    | Английская Премьер-лига   | 22    | 1    | 1     | 0     | 2          | 0          | —      | —      | —      | —      | 25    | 1    |
| Сток Сити            | 2016/17    | Английская Премьер-лига   | 24    | 1    | 1     | 0     | 2          | 0          | —      | —      | —      | —      | 27    | 1    |
| Сток Сити            | 2017/18    | Английская Премьер-лига   | 11    | 0    | 1     | 1     | 2          | 0          | —      | —      | —      | —      | 14    | 1    |
| Сток Сити            | 2018/19    | Чемпионшип                | 12    | 0    | 1     | 0     | 2          | 0          | —      | —      | —      | —      | 15    | 0    |
| Сток Сити            | Итог       | Итог                      | 156   | 19   | 10    | 2     | 13         | 0          | —      | —      | —      | —      | 179   | 21   |
| Сток Сити (до 23)    | 2016/17    | —                         | —     | —    | —     | —     | —          | —          | —      | —      | 2      | 1      | 2     | 1    |
| Сток Сити (до 23)    | 2017/18    | —                         | —     | —    | —     | —     | —          | —          | —      | —      | 3      | 0      | 3     | 0    |
| Сток Сити (до 23)    | 2018/19    | —                         | —     | —    | —     | —     | —          | —          | —      | —      | 1      | 0      | 1     | 0    |
| Сток Сити (до 23)    | Итог       | Итог                      | —     | —    | —     | —     | —          | —          | —      | —      | 6      | 1      | 6     | 1    |
| Рединг               | 2019/20    | Чемпионшип                | 21    | 2    | 3     | 0     | 3          | 0          | —      | —      | —      | —      | 27    | 2    |
| Данди                | 2020/21    | Шотландский Чемпионшип    | 22    | 5    | 2     | 0     | 4          | 1          | —      | —      | 4      | 1      | 32    | 7    |
| Данди                | 2021/22    | Шотландская Премьер-лига  | 13    | 0    | 0     | 0     | 4          | 1          | —      | —      | —      | —      | 17    | 1    |
| Данди                | Итог       | Итог                      | 35    | 5    | 2     | 0     | 8          | 2          | —      | —      | 4      | 1      | 49    | 8    |
| Общий итог           | Общий итог | Общий итог                | 432   | 78   | 26    | 5     | 37         | 4          | 21     | 5      | 20     | 5      | 536   | 97   |

1. ↑  Матчи в Кубке УЕФА
2. ↑  7 матчей и 2 гола в Лиге чемпионов, 4 матча в Кубке УЕФА
3. 1 2  Матчи в шотландском кубке вызова
4. ↑  Матчи в плей-офф Чемпионшипа
5. ↑  Матчи в Лиге Европы
6. 1 2 3  Матч и в Трофее Английской футбольной лиги
7. ↑  Матчи в плей-офф Шотландский Чемпионшип

## Достижения

### Клубные
«Росс Каунти»
- Финалист Кубка вызова: 2004/05

«Сент-Миррен»
- Победитель Первого дивизиона шотландской футбольной лиги: 2005/06
- Обладатель Кубка вызова: 2005/06

«Рейнджерс»
- Чемпион Шотландии (2): 2004/05, 2008/09
- Обладатель Кубка Шотландии: 2007/08
- Обладатель Кубка шотландской лиги: 2007/08
- Финалист Кубка УЕФА: 2007/08

«Ливерпуль»
- Обладатель Кубка Футбольной лиги: 2011/12
- Финалист Кубка Англии: 2011/12

### Международные
- Серебряный призёр Кубка наций: 2011

## Личная жизнь
Младший брат Чарли, Грант, также является профессиональным футболистом — в настоящее время защищает ворота команды «Даунфилд». Примером для подражания на футбольном поле Адам всегда называл нидерландского полузащитника Кларенса Зеедорфа.
Отец футболиста скончался 17 декабря 2012 года в возрасте 50 лет.